# Niclas Hävelid
Anders Niclas Hävelid, född 12 april 1973 i Enköping, Uppsala län, är en svensk före detta professionell ishockeyspelare. Hävelids moderklubb är Enköpings SK och han har representerat fyra olika klubbar i Elitserien. Han påbörjade sin professionella karriär med AIK, med vilka han tillbringade sju säsonger. Därefter spelade han en säsong med Malmö IF innan han lämnade för spel i NHL. Vid NHL-lockouten 2004/05 spelade han för Södertälje SK och han avslutade karriären med fyra säsonger i Linköping HC mellan 2009 och 2013.
Han draftades 1999, vid 26 års ålder, i den tredje rundan som nummer 83 totalt av Mighty Ducks of Anaheim, med vilka han gjorde sin NHL-debut den efterföljande säsongen. Totalt spelade han nio säsonger i NHL, mellan 2005 och 2009 spelade han med Atlanta Thrashers, och avslutade sedan sin sejour i Nordamerika med 22 matcher för New Jersey Devils.
Hävelid spelade två VM-turneringar med det svenska landslaget. Han vann guld med laget i Schweiz 1998 och tog ett silver i Tjeckien 2004. Han var även med i Tre Kronor som vann OS-guld i Turin 2006. Dessförinnan hade han som junior tagit ett silver när JVM avgjordes i Sverige 1993.
Han är yngre bror till tränaren Magnus Hävelid och är far till tvillingarna Mattias och Hugo som båda också spelar ishockey.

## Karriär

### Klubblagskarriär

#### 1988–1999: Början av karriären och AIK
Hävelid växte upp i Enköping och påbörjade sin ishockeykarriär med moderklubben Enköpings SK. Han gjorde seniordebut med klubben i Division II säsongen 1988/89 då han spelade sju matcher för klubben. Den följande säsongen blev Hävelids enda där han spelade en hel säsong i sin moderklubbs seniorlag. Han spelade totalt 24 matcher där han stod för ett mål och två assistpoäng. Inför säsongen 1990/91 lämnade han klubben och anslöt till RA 73 i Division I. Laget, som var nykomling i Division I, slutade på andraplats i Division I Östra och kvalificerade sig därmed till Allsvenskan 1991. Väl där slutade man sist med endast två segrar. Totalt spelade Hävelid 30 matcher för klubben och stod för två mål och tre assistpoäng.
1991/92 skrev Hävelid kontrakt med AIK i Elitserien. Denna säsong spelade han både i Elitserien och för klubbens J20-lag. I Elitserien spelade han tio grundseriematcher där han gick poänglös ur samtliga. AIK slutade på sjunde plats och Hävelid spelade därefter sitt första SM-slutspel där man slogs ut av Malmö IF i kvartsfinalserien med 2–1 i matcher. Hävelid gick även här poänglös. Säsongen därpå slutade AIK på sista plats i grundserien och spelade därefter Allsvenskan 1993 där man slutade på fjärde plats. Man tvingades därmed till play off-spel för att ta sig till Kvalserien. I play off 3 förlorade man i två raka matcher mot Hammarby IF och degraderades därmed till Division I. Under denna säsong spelade Hävelid 22 grundseriematcher och gjorde sitt första Elitseriemål. Säsongen 1993/94 vann AIK Division I Östra och tog därefter en tredjeplats i Allsvenskan. Hävelid var i grundserien lagets näst poängmässigt bästa back och gjorde sin dittills poängmässigt bästa säsong som senior. På 40 matcher stod han för 18 poäng (sex mål, tolv assist). I den följande Kvalserien vann AIK serien och avancerade därmed till Elitserien efter en dramatisk avslutning som avgjordes med en målskillnadsaffär mot Bodens IK.
I sin fjärde säsong för AIK slutade laget nia i grundserien och därefter näst sist i fortsättningsserien, varför laget misslyckades att ta sig till slutspel. Hävelid gjorde sin poängmässigt bästa Elitseriesäsong med tio poäng på 40 matcher (tre mål, sju assist). Han var också den i laget som ådrog sig näst flest utvisningsminuter (38). Nästföljande säsong upprepade AIK detta. Man slutade tia i grundserien och näst sist i fortsättningsserien. Hävelid förbättrade sin poängnotering från föregående säsong med en poäng och gjorde sin målmässigt bästa grundserie i Elitserien dittills (fem mål). Inför säsongen 1996/97 utsågs Hävelid till en av AIK:s assisterande kaptener. Laget tog sig därefter till sitt första SM-slutspel sedan säsongen 1991/92 då man slutade på femte plats i grundserien; lagets bästa placering sedan säsongen 1983/84. I det följande slutspelet slog man i kvartsfinalserien ut Djurgårdens IF med 3–1 i matcher. I semifinal föll man mot Luleå HF i tre raka matcher. På sju slutspelsmatcher stod Hävelid för ett mål och två assistpoäng.
Hävelid utsågs till ny lagkapten för AIK inför säsongen 1997/98, vilket också kom att bli hans sista med klubben. Laget hade dock en tuff säsong där man slutade näst sist i grundserietabellen. Hävelid gjorde dock sin målmässigt bästa säsong i AIK och vann den interna skytteligan bland lagets backar. På 43 grundseriematcher stod han totalt för tolv poäng. Laget vann därefter Kvalserien 1998 där Hävelid vann utvisningsligan med totalt 39 minuter. I maj 1998 stod det klart att Hävelid lämnat AIK för spel med seriekonkurrenten Malmö IF. Han utsågs till en av lagets assisterande kaptener. Laget var det sista att ta sig till SM-slutspel då man slutade på åttonde plats i grundserien. Hävelid gjorde sin poängmässigt bästa grundserie i Elitserien och var lagets näst bästa back poängmässigt sätt (tio mål, tolv assist). Utöver detta var han, tillsammans med Kim Johnsson, den i laget med bäst plus/minus-statistik (10). I SM-slutspelet slog Malmö ut Färjestad BK i kvartsfinal med 3–1 i matcher innan man slogs ut av Modo Hockey med samma siffror i semifinal.

#### 1999–2004: Mighty Ducks of Anaheim
Vid 26 års ålder valdes Hävelid i NHL draften 1999 i den tredje rundan, som nummer 83 totalt, av Mighty Ducks of Anaheim. Den 15 juli 1999 bekräftades det att Hävelid skrivit ett ettårsavtal, med option på ytterligare ett år, med Mighty Ducks. Han var under säsongen 1999/00 ordinarie i NHL och på 50 matcher noterades han för nio poäng (två mål, sju assist). Han gjorde sin första NHL-match mot Dallas Stars den 2 oktober 1999 och noterades för sitt första NHL-mål den följande månaden, 19 november, i en match mot Chicago Blackhawks, på Jocelyn Thibault. Från den 15 januari till den 8 mars 2000 missade han 22 matcher på grund av ett brutet finger. Innan han kom tillbaka till Mighty Ducks, spelade han två matcher för klubbens farmarlag, Cincinnati Mighty Ducks, i AHL.
I början av säsongen 2000/01 noterades Hävelid för sex av sina tio assists under året inom loppet av nio matcher, mellan den 16 oktober och den 30 oktober 2000. Under denna period nådde han också sin bästa notering i karriären med poäng i fyra matcher i följd. Den 13 december samma år satte han ytterligare ett personligt rekord då han under en match mot Columbus Blue Jackets gjorde fyra poäng, varav två mål. I mitten av januari 2001 blev Hävelid återigen skadad, i främre korsbandet, under en match mot Pittsburgh Penguins. Han kom att missa återstoden av säsongen, men behöll sin ranking som trea i klubben i genomsnittlig istid. På 47 matcher stod han för 14 poäng, varav fyra mål. Den 5 september 2001 bekräftades det att Hävelid förlängt sitt avtal med klubben med ytterligare två säsonger. Säsongen 2001/02 blev dock en besvikelse då Hävelid gjorde sin poängmässigt sämsta säsong i NHL: på 52 matcher lyckades han endast göra ett mål och två assist. Hans spel blev dock påverkat av den skada han ådrog sig föregående säsong.

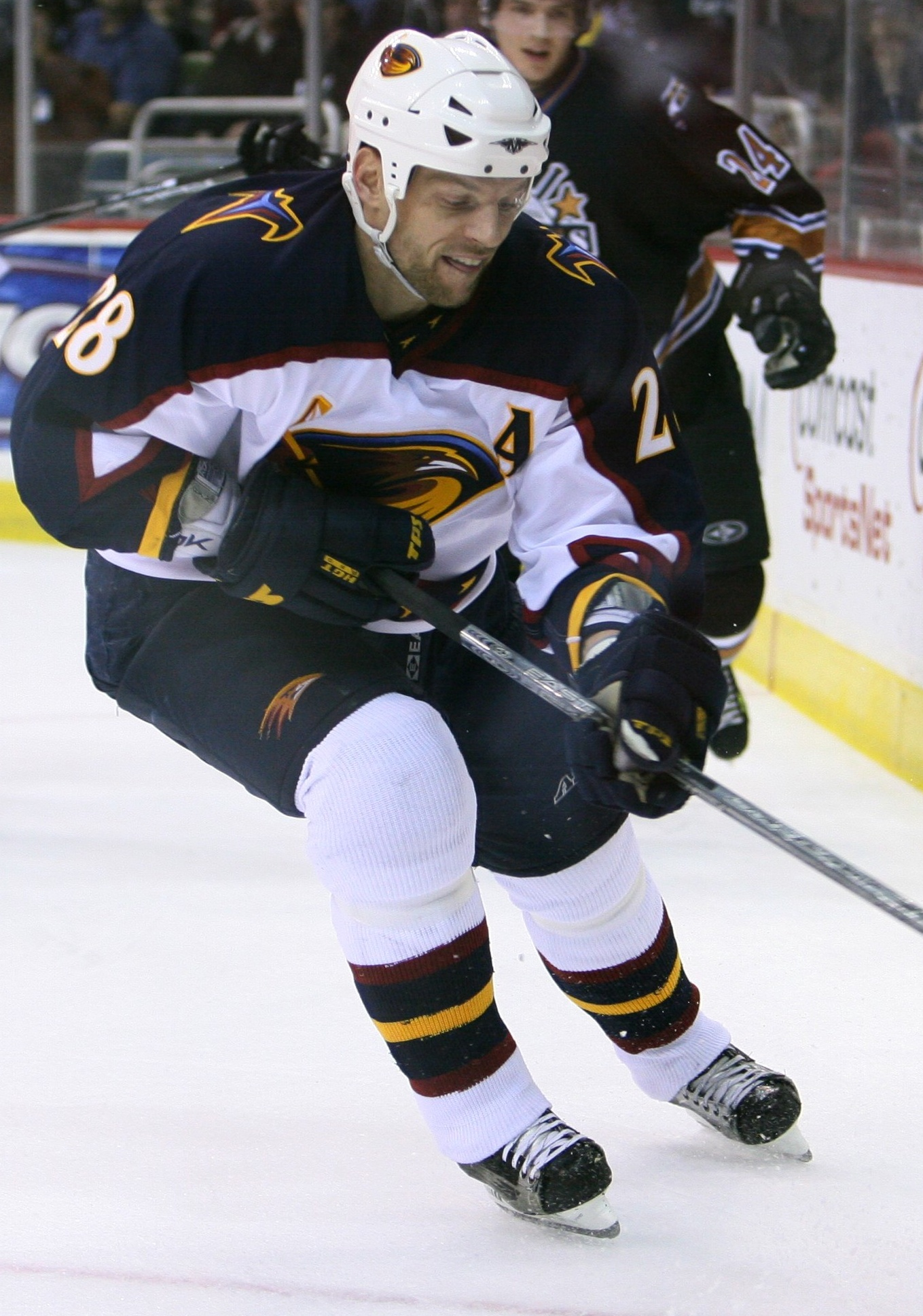
Hävelid med Atlanta Thrashers 2007.

Hävelid var en av fem spelare i Mighty Ducks som spelade samtliga 82 matcher i grundserien säsongen 2002/03, dessutom satte han personligt rekord i antal mål (11), och poäng (33). Den 30 januari 2003 spelade Hävelid sin 200:e NHL-match, mot San Jose Sharks. Hävelid var lagets poängbästa back under grundserien och i april 2003 inledde han sitt första NHL-slutspel. Mighty Ducks slog ut Detroit Red Wings i den första rundan, med 4–0 i matcher. I andra rundan ställdes laget mot Dallas Stars, vilka man också slog ut, med 4–2 i matcher. I semifinal mötte man Minnesota Wild, som man endast släppte in ett mål mot, och vann med 4–0 i matcher. Man vann därmed Clarence S. Campbell Bowl och skulle för första gången i klubbens historia spela en Stanley Cup-final. Väl där ställdes man mot New Jersey Devils, men föll i den sjunde och avgörande matchen med 3–0. På 21 matcher i slutspelet noterades Hävelid för fyra assist. 
Den 6 augusti 2003 meddelades det att Mighty Ducks skrivit ett nytt treårsavtal med Hävelid. Trots att laget föregående säsong spelat Stanley Cup-final misslyckades man att ta sig till slutspel. Hävelid stod för 26 poäng på 79 grundseriematcher (6 mål, 20 assist), vilket var den bästa noteringen bland lagets backar. Den 16 mars 2004 spelade han sin 300:e NHL-match, mot Phoenix Coyotes.

#### 2004–2009: Atlanta Thrashers
Den 26 juni 2004 tillkännagavs det att Hävelid bytts bort till Atlanta Thrashers mot backen Kurtis Foster. I augusti samma år meddelade dock Södertälje SK att man värvat Hävelid, detta på grund av NHL-lockouten. Södertälje var det sista laget att ta sig till SM-slutspel, tack vare bättre målskillnad än tabellnian Mora IK. Hävelid spelade 46 grundseriematcher och stod för två mål och lika många assist. I det följande slutspelet slog man i kvartsfinal ut tabelltvåan Linköping HC sedan man vänt ett 2–1-underläge till 2–4. I semifinalserien föll man dock i fyra raka matcher mot Färjestad BK. På tio slutspelsmatcher stod Hävelid för ett mål och en assist. Utöver detta var han den i laget, tillsammans med Jan Huokko, som hade bäst plus/minus-statistik (3).
Inför säsongen 2005/06 återvände Hävelid till Nordamerika och den 5 oktober 2005 spelade han sin första match med Thrashers i vilken han hade över 33 minuter i speltid. Den 27 oktober samma år gjorde han sitt första mål för Thrashers, på Sébastien Caron, i en 7–5-förlust mot Pittsburgh Penguins. I slutet av året, den 28 december, noterades Hävelid för sin 100:e NHL-poäng. Han spelade samtliga 82 matcher av grundserien och gjorde totalt 32 poäng (4 mål, 28 assist) och tilldelades klubbens Dan Snyder Memorial Award.
Den 7 juni 2006 förlängde Hävelid sitt kontrakt med Thrashers med tre år. Den följande säsongen utsågs han till en av Thrashers assisterade lagkaptener. Han spelade 77 matcher och noterades för 21 poäng (3 mål, 18 assist). I januari 2007 gjorde han sin 100:e assist i NHL. Under säsongen hade han 25:16 i genomsnittlig istid, och endast vid fem tillfällen spelade han under 20 minuter. Denna säsong nådde man för första gången i klubbens historia Stanley Cup-slutspelet. I första rundan föll dock laget mot New York Rangers efter 0–4 i matcher. Hävelid var lagets poängmässigt bästa back under slutspelet med två assist på dessa fyra matcher.
Säsongen 2007/08 missade Hävelid endast en grundseriematch. Poängproduktionen sjönk något och han stod för 1 mål och 13 assistpoäng. Laget slutade trea från slutet i hela ligan och missade således Stanley Cup-slutspelet. Den följande säsongen inledde Hävelid med Thrashers men den 2 mars 2009 blev han bortbytt till New Jersey Devils tillsammans med Myles Stoesz, mot Anssi Salmela. På 15 grundseriematcher med Devils, assisterade han till fyra mål. I det efterföljande slutspelet föll laget omgående mot Carolina Hurricanes med 3–4 i matcher. I den sista matchen vände Hurricanes ett 3–2 underläge, till seger med 3–4 med endast 1:20 kvar av matchen. Denna match kom också att bli Hävelids sista i NHL.

#### 2009–2013: Linköping HC

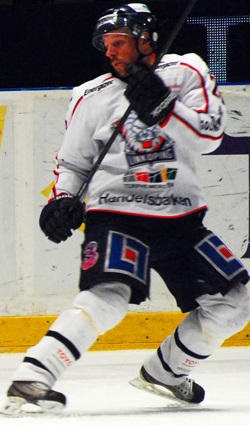
Hävelid med Linköping HC 2012.

Trots att Thrashers ville ha tillbaka honom återvände Hävelid till Sverige efter totalt nio säsonger i NHL. Hävelid skrev i maj 2009 på ett tvåårskontrakt med Linköping HC i Elitserien. Inför säsongen utsågs han till en av lagets assisterande kaptener, en titel han behöll i fyra säsonger. Den 6 oktober 2009 gjorde han sitt första mål för klubben, i en 2–1-förlust mot Djurgårdens IF. Linköping slutade på tredje plats i grundserien där Hävelid spelade 53 matcher och noterades för 13 poäng, varav tre mål. I SM-slutspelet slog man ut Frölunda HC i kvartsfinalserien efter att ha vänt ett 1–3-underläge till seger med 4–3. Man slogs dock ut i semifinal av Djurgårdens IF med 4–1 i matcher. Hävelid gjorde sitt poängmässigt bästa SM-slutspel med fem poäng på tolv matcher.
Under Hävelids andra säsong med klubben tangerade han sitt poängrekord i Elitserien då han på 50 grundseriematcher stod för 22 poäng (5 mål, 17 assist) och var lagets näst poängbästa back efter Magnus Johansson. Laget slutade på femte plats i grundserien och i det följande SM-slutspelet slogs man ut i kvartsfinal av Skellefteå AIK med 4–3 i matcher. Den 29 mars 2011 meddelade det att Hävelid förlängt sitt kontrakt med Linköping med ytterligare en säsong. Säsongen blev en besvikelse då laget missade slutspel för första gången på nio år. Hävelid spelade samtliga matcher och hade näst sämst plus/minus-statistik (-13) i laget. För andra säsongen i följd slutade han tvåa i lagets interna poängliga bland backarna (sju mål, nio assist).
Den 23 mars 2012 förlängde Hävelid sitt avtal med Linköping med ytterligare en säsong – denna säsong kom också att bli Hävelids sista. Han spelade återigen samtliga matcher med laget under grundserien och stod för tre mål och elva assistpoäng. Linköping slutade på femte plats och Hävelid hjälpte laget att ta sig till semifinal i SM-slutspelet. Väl där föll man dock mot seriesegrarna Skellefteå AIK med 1–4 i matcher. Efter säsongens slut tillkännagav Hävelid, den 24 april 2013, att han avslutat sin ishockeykarriär.

### Landslagskarriär

#### 1991–1993: Juniorlandslag
1991 blev Hävelid uttagen till Sveriges U18-landslag och var med då U18-EM avgjordes i Tjeckoslovakien. Sverige vann sina matcher mot Norge, Frankrike och Tyskland, men föll mot Sovjetunionen, Tjeckoslovakien och Finland. Man slutade därmed fyra i turneringen och på dessa sex matcher noterades Hävelid för ett mål. 1993 var Hävelid uttagen till JVM i Sverige. Sverige vann sex av sju matcher och slutade på samma poäng som segraren Kanada. Då Kanada vunnit sin match mot Sverige, tilldelades Sverige silvret. Under turneringen stod Hävelid poänglös.

#### 1995–2006: A-landslaget
Hävelid spelade sin första A-landskamp den 13 december 1995 i en träningslandskamp som slutade med förlust med 5–2 mot Finland. Året därpå, den 7 november, i en match mot Tjeckien under Karjala Tournament stod Hävelid för sitt första A-landslagsmål, på Roman Čechmánek, i en 1–3-seger.
Hävelid blev uttagen att spela sitt första VM 1998 som då avgjordes i Schweiz. Den första matchen, mot Frankrike, spelades den 2 maj och vanns med 1–6. Sverige gick obesegrade genom gruppspelet och utklassade värdnationen Schweiz med 2–7 i semifinalen. I finalen, som spelades i bäst av två matcher, ställdes man mot Finland. Sverige vann det första mötet med 1–0, och då det andra mötet slutade mållöst tilldelades Sverige guldet. På nio spelade matcher noterades Hävelid för två assistpoäng. 2004 spelade Hävelid sin andra VM-turnering, denna gång i Tjeckien. Sverige gick återigen obesegrade genom gruppspelet och slog ut Lettland och USA i kvarts- respektive semifinal. Sverige tilldelades silver efter att ha förlorat finalen mot Kanada med 3–5. På nio matcher stod Hävelid för två assistpoäng.
2006 spelade Hävelid sin första och enda OS-turnering, i Turin. Sverige inledde ostabilt och blev i den andra gruppspelsmatchen utklassade med 0–5 mot Ryssland. I kvartsfinal ställdes man mot Schweiz, vilka man avfärdade relativt enkelt med 2–6. Därefter fick Sverige möta Tjeckien i semifinal. Efter mindre än halva matchen spelad ledde laget med 5–1 och vann till slut med 7–3. Sverige vann sitt andra OS-guld någonsin efter att ha vunnit finalen mot Finland med 3–2. Hävelid spelade sju av Sveriges åtta matcher, men noterades inte för några poäng. OS-finalen, som spelades 26 februari 2006, kom att bli Hävelids sista match i landslaget.

## Statistik

### Klubblag
| 1988–89           | Enköpings SK            | Div. II           | 7   | 0  | 1   | 1   | 0   | —  | — | —  | —  | —   |
| 1989–90           | Enköpings SK            | Div. II           | 24  | 1  | 2   | 3   | 28  | —  | — | —  | —  | —   |
| 1990–91           | RA 73                   | Div. I            | 14  | 1  | 1   | 2   | 6   | 16 | 1 | 2  | 3  | 16  |
| 1991–92           | AIK                     | Elitserien        | 10  | 0  | 0   | 0   | 2   | 3  | 0 | 0  | 0  | 2   |
| 1992–93           | AIK                     | Elitserien        | 21  | 1  | 0   | 1   | 18  | 20 | 0 | 2  | 2  | 8   |
| 1993–94           | AIK                     | Div. I            | 40  | 6  | 12  | 18  | 26  | —  | — | —  | —  | —   |
| 1994–95           | AIK                     | Elitserien        | 40  | 3  | 7   | 10  | 38  | —  | — | —  | —  | —   |
| 1995–96           | AIK                     | Elitserien        | 40  | 5  | 6   | 11  | 30  | —  | — | —  | —  | —   |
| 1996–97           | AIK                     | Elitserien        | 49  | 3  | 6   | 9   | 42  | 7  | 1 | 2  | 3  | 8   |
| 1997–98           | AIK                     | Elitserien        | 43  | 8  | 4   | 12  | 42  | 10 | 1 | 3  | 4  | 39  |
| 1998–99           | Malmö IF                | Elitserien        | 50  | 10 | 12  | 22  | 42  | 8  | 0 | 4  | 4  | 10  |
| 1999–00           | Mighty Ducks of Anaheim | NHL               | 50  | 2  | 7   | 9   | 20  | —  | — | —  | —  | —   |
| 1999–00           | Cincinnati Mighty Ducks | AHL               | 2   | 0  | 0   | 0   | 0   | —  | — | —  | —  | —   |
| 2000–01           | Mighty Ducks of Anaheim | NHL               | 47  | 4  | 10  | 14  | 34  | —  | — | —  | —  | —   |
| 2001–02           | Mighty Ducks of Anaheim | NHL               | 52  | 1  | 2   | 3   | 40  | —  | — | —  | —  | —   |
| 2002–03           | Mighty Ducks of Anaheim | NHL               | 82  | 11 | 22  | 33  | 30  | 21 | 0 | 4  | 4  | 2   |
| 2003–04           | Mighty Ducks of Anaheim | NHL               | 79  | 6  | 20  | 26  | 28  | —  | — | —  | —  |     |
| 2004–05           | Södertälje SK           | Elitserien        | 46  | 2  | 2   | 4   | 60  | 10 | 1 | 1  | 2  | 18  |
| 2005–06           | Atlanta Thrashers       | NHL               | 82  | 4  | 28  | 32  | 48  | —  | — | —  | —  | —   |
| 2006–07           | Atlanta Thrashers       | NHL               | 77  | 3  | 18  | 21  | 52  | 4  | 0 | 2  | 2  | 0   |
| 2007–08           | Atlanta Thrashers       | NHL               | 81  | 1  | 13  | 14  | 42  | —  | — | —  | —  | —   |
| 2008–09           | Atlanta Thrashers       | NHL               | 63  | 2  | 13  | 15  | 42  | —  | — | —  | —  | —   |
| 2008–09           | New Jersey Devils       | NHL               | 15  | 0  | 4   | 4   | 6   | 7  | 0 | 1  | 1  | 2   |
| 2009–10           | Linköping HC            | Elitserien        | 53  | 3  | 10  | 13  | 28  | 12 | 0 | 5  | 5  | 18  |
| 2010–11           | Linköping HC            | Elitserien        | 50  | 5  | 17  | 22  | 22  | 7  | 2 | 2  | 4  | 2   |
| 2011–12           | Linköping HC            | Elitserien        | 55  | 7  | 9   | 16  | 24  | —  | — | —  | —  | —   |
| 2012–13           | Linköping HC            | Elitserien        | 55  | 3  | 11  | 14  | 28  | 10 | 0 | 0  | 0  | 4   |
| NHL totalt        | NHL totalt              | NHL totalt        | 628 | 34 | 137 | 171 | 342 | 32 | 0 | 7  | 7  | 4   |
| Elitserien totalt | Elitserien totalt       | Elitserien totalt | 513 | 50 | 84  | 134 | 376 | 67 | 5 | 17 | 22 | 101 |

### Internationellt
| År            | Lag           | Turnering     | Matcher | Mål | Assists | Poäng | Utv. |
| ------------- | ------------- | ------------- | ------- | --- | ------- | ----- | ---- |
| 1991          | Sverige       | JEM           | 6       | 1   | 0       | 1     | —    |
| 1993          | Sverige       | JVM           | 7       | 0   | 0       | 0     | 10   |
| 1998          | Sverige       | VM            | 9       | 0   | 2       | 2     | 8    |
| 2004          | Sverige       | VM            | 9       | 0   | 2       | 2     | 0    |
| 2006          | Sverige       | OS            | 7       | 0   | 0       | 0     | 4    |
| Senior totalt | Senior totalt | Senior totalt | 25      | 0   | 4       | 4     | 12   |
| Junior totalt | Junior totalt | Junior totalt | 13      | 1   | 0       | 1     | 10   |